# Gabriel Darrás
Gabriel Darrás (Santa Fe, Argentina, 3 de febrero de 1964) es un ex-baloncestista argentino. Surgido de la cantera de Gimnasia y Esgrima de Santa Fe, hizo una larga carrera como jugador profesional, destacándose especialmente en su paso por Ferro, donde formó una exitosa dupla de armadores con Miguel Cortijo. Al retirarse del baloncesto competitivo continuó ligado al deporte como dirigente deportivo y promotor de la innovación tecnológica aplicada al deporte.

## Trayectoria

### Clubes
| Club                     | País      | Año         |
| ------------------------ | --------- | ----------- |
| Ferro                    | Argentina | 1982 - 1988 |
| Independiente de Neuquén | Argentina | 1989 - 1990 |
| Sport Club Cañadense     | Argentina | 1990 - 1992 |
| Olimpia de Venado Tuerto | Argentina | 1992 - 1995 |
| Deportivo Valle Inferior | Argentina | 1995 - 1996 |
| Echagüe                  | Argentina | 1996 - 1997 |

## Selección nacional
Darrás actuó con la selección de básquetbol de Argentina, disputando algunos certámenes oficiales como el Campeonato Sudamericano de Baloncesto de 1991 y el torneo de baloncesto de los Juegos Panamericanos de 1991. 

## Palmarés

### Clubes
- Campeón de la Liga Nacional de Básquet en 1985 y 1986
- Campeón del Campeonato Sudamericano de Clubes Campeones en 1982 y 1987
- Campeón del Torneo Oficial de la Federación de Buenos Aires en 1982 y 1983.

### Selección
- Campeonato Sudamericano de Baloncesto de 1991